# Starrberget
Starrberget är ett naturreservat i Vännäs kommun i Västerbottens län.
Området är naturskyddat sedan 2011 och är 158 hektar stort. Reservatet omfattar Starrbergets topp och nordvästsluttning ner mot Lämmbäcken. Reservatet består mest av gammal granskog. I övre delen finns talldominerade hällmarker.